# Alkibie
Alkibie (altgriechisch Ἀλκιβίη Alkibíē) ist eine Amazone der griechischen Mythologie.
Sie erscheint einzig in der Posthomerica des Quintus von Smyrna als Amazone im Gefolge der Amazonenkönigin Penthesilea. Im Trojanischen Krieg kämpft sie mit den anderen Amazonen an der Seite der Trojaner, wobei sie von Diomedes getötet wird.